# День щастя
Міжнародний День Щастя (англ. International Day of Happiness) — Міжнародний день ООН, що святкується щороку 20 березня. Проголошено ООН 28 червня 2012 року.

## Статус
Резолюцією 66/281 на 118-му пленарному засіданні ООН визнала актуальність щастя та благополуччя загальнолюдськими цінностями та запропонувала всім державам-членам ООН, міжнародним та регіональним організаціям, а також громадянське суспільство застосовувати більш комплексний, справедливий і збалансованний підхід до економічного зростання, який сприяє викоріненню бідності, сталому розвитку та забезпеченню щастя і благополуччя всіх народів..

## Цікаві факти
- Ініціатива святкування Дня щастя належить Королівству Бутан.
- У липні 2006 року був введенний Міжнародний індекс щастя для відображення добробуту людей і стану навколишнього середовища.
- В Україні існує місто Щастя, також чимало населених пунктів мають похідну назву від слова «щастя»:

Села:
- Щасливе — Автономна Республіка Крим, Бахчисарайський район
- Щасливе — Закарпатська область, Мукачівський район
- Щасливе — Запорізька область, Запорізький район
- Щасливе — Київська область, Бориспільський район
- Щасливе — Кіровоградська область, Олександрійський район
- Щасливе — Львівська область, Стрийський район

Селище:
- Щасливе — Херсонська область, Херсонський район